# Programa espacial búlgaro
A Bulgária é o sexto país da história a enviar seu próprio astronauta, à frente de países como Grã-Bretanha, França e Japão. Isso aconteceu em 10 de abril de 1979, na véspera do Dia da Cosmonáutica, 12 de abril, e graças aos excelentes laços búlgaro-russos. Esta honra e conquista tornaram-se possíveis imediatamente após o 100º aniversário da libertação da Bulgária. 
A Bulgária é o terceiro país, depois da URSS e dos EUA, a preparar comida especial para seus astronautas. A Bulgária é o único país a enviar dois astronautas (Georgi Ivanov е Aleksandr Aleksandrov) ao abrigo do programa “Intercosmos”, tornando-se a primeira corrida espacial do mundo entre pequenos estados no século XX. 
Em 2021, durante a campanha eleitoral, o popular showman e apresentador de TV Slavi Trifonov como presidente de um partido político chocou a todos ao anunciar que pela primeira vez um búlgaro voará pelo espaço no século XXI. Graças à NASA. A sua ideia provoca o ridículo, mas é triste porque mostra o quão atrasada está a Bulgária, em termos comparativos, uma vez que está na União Europeia e não em cooperação com a União Soviética. 